# Festival di Castrocaro 1959
Questa pagina raccoglie i dati relativi all'edizione del Festival di Castrocaro del 1959.

## La manifestazione
Patrocinato da Il musichiere ed organizzato dall'avvocato Natale Graziani, gestore governativo delle terme demaniali, il Festival vede quell'anno l'iscrizione di 530 aspiranti cantanti; tramite le selezioni regionali vengono scelti i 12 finalisti. Ogni cantante esegue due canzoni, dopodiché la giuria esprime il suo voto.
Il presidente della giuria è il maestro Giovanni D'Anzi, mentre gli altri componenti sono l'editore musicale Angelo Galletti, il critico musicale Virgilio Casablanca, il paroliere Angelo Lombardi, il compositore Guy Zachary e il segretario delle terme Bruno Battistini.
La vincitrice sarà Carmen Villani, che viene premiata dal prefetto di Forlì che le ocnsegna l'Orcia d'oro (in ricordo del recipiente in cui una volta veniva servita l'acqua delle fonti termali), un assegno di 100.000 lire ed un diploma ricordo, e che da qui inizierà la sua carriera; la seconda classificata, Eugenia Foligatti, vincerà l'l'edizione del 1962.
Tra gli altri partecipanti, la bolognese Anna Lori otterrà un contratto con la The Red Record per cui inciderà alcuni dischi, la friulana Silva Vosca diventerà una cantante di jazz, Adriana Magnani si dedicherà alla canzone politica mentre il toscano Rino Tessari inciderà alcuni 45 giri per la BDS e continuerà ad esibirsi a livello locale fino al 2010.
Ospite della serata è Oscar Carboni, che si esibisce accompagnato al pianoforte dal Maestro D'Anzi.

## I partecipanti
1. Carmen Villani (Bologna, nata a Ravarino, 21 maggio 1944): Quando una ragazza e Cry Me A River - 225 voti
2. Eugenia Foligatti (Massa Lombarda, 23 novembre 1941) - 171 voti
3. Adriana Magnani (Ravenna) - 167 voti
4. Mario Camuffo (Savona) - 97 voti
5. Silva Vosca (Udine) - 93 voti
6. Rino Tessari (Livorno) - 92 voti
7. Anna Lori (Bologna)
8. Domenico Albertini (Reggio Emilia)
9. Athos Tamburini (Bologna)
10. Gianna Mai (Modena)
11. Giuseppe Frabetti (Ferrara)
12. Gabry Portaluri (Lecce)